# Atomalarm in San Francisco
Atomalarm in San Francisco ist ein US-amerikanisches Filmdrama von Regisseur Eric Laneuville aus dem Jahr 2003. Der Film wurde für das Fernsehen produziert, die Erstausstrahlung war für Ende 2001 geplant. Angesichts der Terroranschläge von 11. September 2001 verschob man das Vorhaben um zwei Jahre. Der Filmtitel lautete anfangs pikanterweise Ground Zero.

## Handlung
Der Film beginnt mit einer spektakulären Szene an der Staatsgrenze zwischen den USA und Kanada. Ein scheinbar harmloses Ehepaar will in die USA einreisen und wird nach dem Passieren des Grenzüberganges von einem Sonderkommando des FBI gestoppt. Da sie sich weigern, auszusteigen, und außerdem bewaffnet sind, werden sie von den FBI-Beamten erschossen, können aber im letzten Moment noch einen im Fahrzeug eingebauten Sprengsatz zünden. Als die Beamten das Fahrzeug löschen und anschließend durchsuchen, finden sie das, was sie aufgrund von Hinweisen erwartet haben, eine Kiste mit atomwaffenfähigen und in Russland gestohlenen Plutonium-239. Jedoch fehlt die Hälfte, so dass man davon ausgehen muss, dass die beiden erwischt werden sollten, damit die andere Hälfte des Plutoniums unbemerkt an einem anderen Grenzübergang ins Land gebracht werden kann. Das FBI macht sich nun fieberhaft auf die Suche nach dem restlichen Plutonium.
Die Studenten Bobby Damon, Allan Marshall und Roger Stupak engagieren sich in San Francisco in der Anti-Atom-Bewegung. Da sie aber mit ihren Protesten nicht weiterkommen, wollen sie beweisen, wie leicht es ist, eine Kernwaffe herzustellen und das entsprechende Material zu beschaffen. Bobby geht mit der Physikstudentin Aizy Hayward eine Liebesaffäre ein, die in wenigen Wochen ihr Studium mit dem Examen abschließt und sich auf Atomphysik spezialisiert hat. Nach eigenen Angaben ist sie dazu in der Lage, eine Kernwaffe herzustellen, wenn ihr das entsprechende Material zur Verfügung steht. Frustriert von einem Jobangebot eines wissenschaftlich tätigen Unternehmens, das ihr kaum Perspektiven zur Umsetzung eigener Ideen bietet, erklärt sie sich bereit, mit den drei Studenten eine Atombombe zu bauen, in der Hoffnung, damit in der Welt etwas zu bewegen. Sie besteht aber darauf, dass die Bombe nicht mit einem Sprengzünder versehen wird. 
Die Studenten mieten sich geeignete Räumlichkeiten an und beschaffen alles, was sie brauchen, indem sie sich in die Versandabteilung eines großen Industrieunternehmens einhacken und entsprechende Lieferaufträge manipulieren. Roger besorgt das Plutonium, das er angeblich aus dem Universitätslabor entwendet hat. In Wirklichkeit handelt es sich aber um das Plutonium, das in Russland gestohlen wurde. Roger arbeitet für den Rechtsextremisten Matt Crowl, dessen Bruder während einer Razzia vom FBI erschossen wurde. Matt will aus Rache mitten in San Francisco eine Atombombe zünden. 
Nach Fertigstellung der Bombe verschicken die Studenten eine anonyme E-Mail mittels eines Wurmprogrammes an Millionen Internetnutzer, um die Öffentlichkeit auf ihre Aktion aufmerksam zu machen. Da sie die Kennnummern des Plutoniums bekanntgeben und natürlich auch das FBI die Nachricht liest, geht das FBI davon aus, dass die Studenten zwar die Bombe nicht einsetzen wollen und auch nicht mit der russischen Mafia zusammenarbeiten, aber anscheinend einen Verräter in ihren Reihen haben, für den die anderen nur Mittel zum Zweck sind. Während das FBI die E-Mail zurückverfolgt, um die Aktivisten zu identifizieren, stürmt Matt mit seinen Leuten das Labor der Studenten, um die Bombe in seinen Besitz zu bringen. Allan Marshall, der allein im Labor ist, wird dabei erschossen. 
Nachdem Aizy festgestellt hat, was im Labor passiert ist, setzt sie einen anonymen Notruf ab. Inzwischen hat sie auch in Erfahrung gebracht, dass das Plutonium nicht aus dem Universitätslabor stammen kann, weil dort nur sehr kleine Mengen zu experimentellen Zwecken aufbewahrt werden. Bobby und Aizy stellen Roger zur Rede. Dieser ist aber völlig aufgelöst, rät den beiden an, sofort die Stadt zu verlassen, und steigt dann in einen Van ein, mit welchem er zu Matt gebracht wird. Bobby schlägt ebenfalls vor, die Stadt zu verlassen. Aizy ist aber der Meinung, dass sie sich ihrer Verantwortung stellen müssen. Als Bobby am Flughafen verhaftet wird, stellt Aizy sich freiwillig.
Das FBI hat inzwischen herausgefunden, dass Matt Crowl hinter der ganzen Sache steckt, und geht davon aus, dass es keine Lösegeldforderung geben wird. Schließlich wird das Gebäude ausfindig gemacht, wo sich jetzt die Bombe befindet, die inzwischen mit einem Sprengzünder versehen wurde. Das Gebäude wird  gestürmt und Matt und seine Leute, darunter auch Roger, werden erschossen. Jedoch kann Matt noch im letzten Moment den Zeitzünder aktivieren, der so konstruiert wurde, dass er nicht entschärft werden kann. Mit Aizys Hilfe, da sie die Bombe selbst konstruiert hat, gelingt es jedoch, vor der Zündung den Plutoniumkern aus der Bombe zu entfernen und damit eine thermonukleare Explosion zu verhindern. In der Schlussszene wird Aizy in Handschellen abgeführt. Jedoch will sich der FBI-Chef für eine Strafmilderung einsetzen und sie als Atomexpertin in seiner Abteilung aufnehmen, nachdem sie ihre Haftstrafe abgesessen hat.